# Werla
La résidence royale de Werla, située sur le village de Werlaburgdorf en Basse-Saxe, est un site historique important pour l'histoire des débuts du Saint-Empire romain germanique, entre le Xe et le XIIe siècle. Elle fut abandonnée par la suite au profit du palais impérial de Goslar, à 15 km de là, et elle était depuis longtemps tombée dans l'oubli lorsqu'au XIXe siècle on mit au jour ses vestiges. Cette résidence d'une superficie d'environ 20 ha dont il ne subsiste aucune superstructure visible surplombait naguère de 17 m l'Oker depuis le plateau naturel du Kreuzberg. Les plus anciennes fortifications, un château fort précédé de deux corps de garde, firent l'objet de fouilles extensives au XXe siècle.

## Le site
Les ruines du château de Werla se trouvent à environ 15 km au sud de Wolfenbüttel, à 15 km au nord-est de Goslar, et également à 15 km de l'ancienne forteresse d'Asselburg. Elles s'étendent au milieu d'un champ entre Schladen et Werlaburgdorf. Il n'y a pas de route, il faut s'y rendre à pied par un chemin de promenade qui longe d'abord la Wedde puis oblique sur la gauche le long de l'Oker à travers le lit majeur. La maison patrimoniale « Alte Mühle » à Schladen offre un excellent panorama du site. Au bout de 2 km de marche, on atteint finalement le plateau dénudé du Kreuzberg, haut de 17 m, sur lequel se dressait naguère le château.

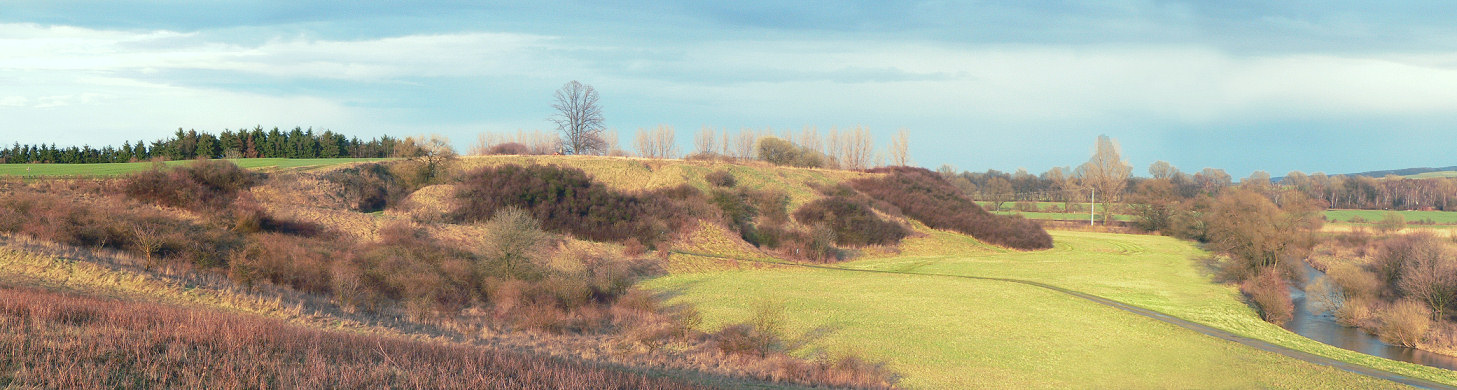
Le site de la résidence royale de Werla sur le Kreuzberg, un promontoire rocheux naturel surplombant l'Oker, dont le centre est repéré par un arbre isolé.

La localité voisine de Burgdorf a été pour cette raison rebaptisée Werlaburgdorf en 1958.

## Ordonnance du château

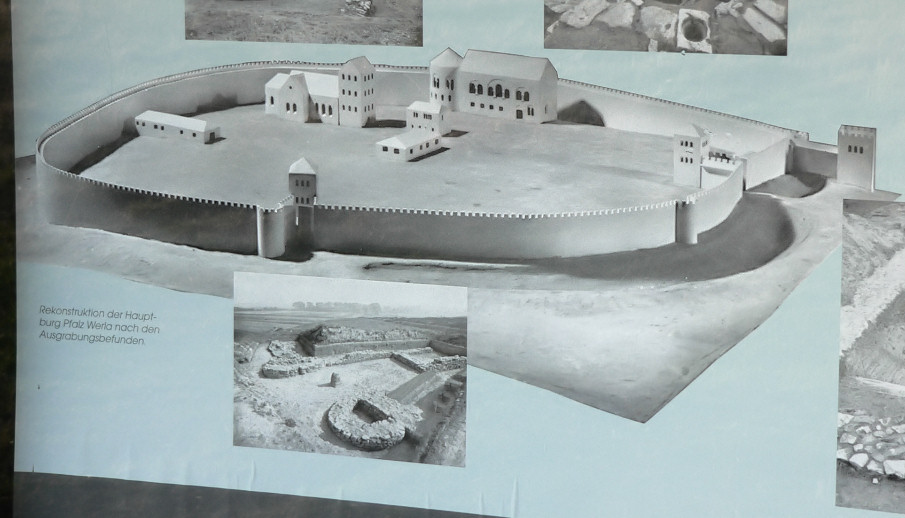
Maquette du complexe castral, reconstitué à partir des substructures.

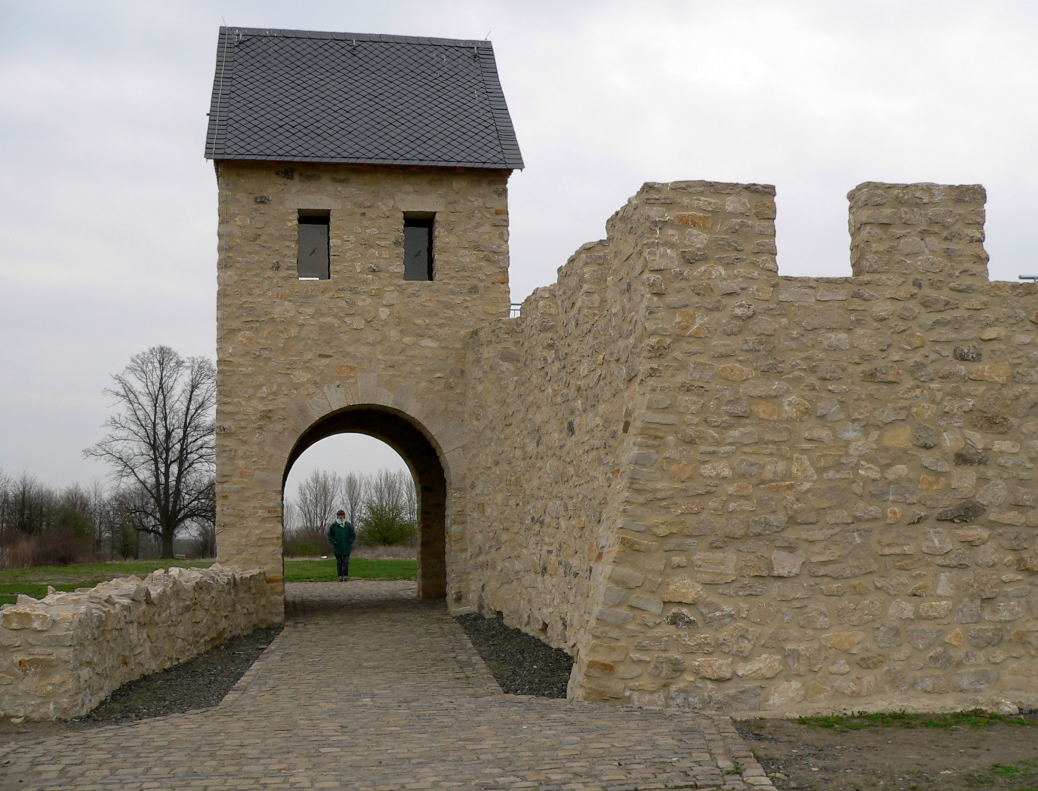
La porte d'entrée reconstruite en 2013.

L'enceinte principale circulaire, d'un diamètre d'environ 150 m, se dressait sur le Kreuzberg, avec deux parements sur un versant abrupt en surplomb de 17 m au-dessus de la vallée de l'Oker. Cette enceinte fortifiée, aux murailles épaisses d'un mètre, était entourée d'un fossé extérieur de 9 m de largeur et de 4 m de profondeur. Les remparts étaient percés de deux portes et étaient rythmés par plusieurs tours. Au château primitif furent adjoints par la suite deux avant-postes fortifiés. Au total, les remparts délimitaient une superficie de 20 ha. Les avant-postes étaient munis d'un fossé identique à celui du château, mais ne comportaient, au lieu d'un mur, qu'une simple clôture (sans doute une palissade). À l'intérieur de l'enceinte principale, plusieurs bâtiments anciens ont pu être mis au jour :
- La chapelle (23 × 7,5 m)
- Corps de logis avec cheminée (5 × 8 m)
- Halles (17 × 7 m)
- Palais I (long de 22 m, muni d'un hypocauste)
- Palais II (15 × 34 m)
- Souterrain d'évacuation de l'enceinte, long de 35 m
- Corps de garde

Le musée régional du Brunswick propose au public une reconstitution sous forme de maquette du palais impérial de Werla. Elle montre l'organisation des bâtiments dans l'état où ils se trouvaient au Xe siècle, construction isolées en pierres ou à soubassement en pierre.

## Histoire

### Toponymie
L'origine du nom de Werla n'est pas claire. Le moine Widukind de Corvey mentionna ce nom vers 967 et décrivait le site comme un château fort ou (selon les lectures) un « lieu fortifié », où résidait le roi (Henri Ier de Germanie). En 1935, le généalogiste Edward Schröder avança l'hypothèse selon laquelle le toponyme de Werla signifierait « Bois aux hommes ». Le mot tirerait son origine du latin vir ou du germanique apparenté wer qui signifie « homme ». Y aurait été ajouté le suffixe -la(h), un vieux mot signifiant « forêt ». Schröder supposait que le site du futur palais était à l'époque païenne un bois sacré, où  les chefs de clan se réunissaient pour délibérer. Une nouvelle interprétation, publiée dans les années 1960, suggère que Werla est le nom d'un ruisseau qui coulait alentour, et qu'on aurait confondu avec le Kreuzberg en tant que localisation du palais royal.

### Palais impérial
La première mention d'un palais à Werla apparaît dans un diplôme du roi Henri Ier daté de 931. Il dresse la liste des séjours royaux des souverains allemands entre 926 et 1180 : Otton Ier, Otton II, Otton III, Henri II, Conrad II et Frédéric Ier (dit Barberousse). Ce document indique aussi le mois de chacun de ces séjours, car les souverains parcouraient le pays d'un château à l'autre. On estime aujourd'hui que le personnel nécessaire à l'entretien de la cour à chacune de ces étapes était compris entre 300 et 1 000 personnes. Le choix d'un site dans l'actuel arrondissement méridional de Wolfenbüttel revêtait une signification particulière pour les souverains allemands.
L'apogée des palais provinciaux avec les séjours royaux se situe entre 920 et 1020. Par la suite, dès le règne d'Henri II, le rôle administratif du palais impérial de Goslar, où entretemps on acheminait les riches cargaisons de minerai d'argent du Rammelsberg, s'affirma : sur décision d'Henri II, il devint en 1017 le palais officiel. Son successeur, Conrad II, convoqua encore un ban royal à Werla, mais il portait déjà l'essentiel de ses efforts sur le nouveau château au nord du Harz. C'est en 1180 que pour la dernière fois un roi invita la cour à Werla : Frédéric Barberousse choisit à dessein ce lieu profondément enraciné dans l'histoire saxonne pour accomplir en chemin le châtiment d'Henri le Lion.

### Décadence
Pour des raisons encore inconnues, le château fut au XIIe siècle agrandi hors de toute proportion autour des deux avant-postes. Il est possible qu'on envisageait alors la fondation d'une ville. Peu après, le château fut complètement délaissé et commença à se délabrer. Ce sont vraisemblablement des membres de la cour, sédentarisés autour des avant-postes, qui ont fondé la localité de Werla. Comme vers 1500 on perd toute trace d'un habitat stable à Werla, ces gens ont dû déplacer leur résidence dans la ville voisine de Burgdorf, l'actuelle Werlaburgdorf. Une fois que les superstructures maçonnées de l'ancien palais ont été reconverties pour construire de nouveaux édifices à Burgdorf, le château royal est tombé dans l'oubli. Exactement cinquante documents, décrets royaux ou chroniques datés du Xe au XIIIe siècle, subsistaient qui témoignaient de l'existence de ce palais : s'ils mentionnaient tous explicitement Werla, aucun ne permettait, après tant de siècles, de localiser de nouveau précisément ce château...

## Fouilles archéologiques

### Premières reconnaissances
C'est à partir du XIXe siècle qu'on se préoccupa de localiser l'ancien palais ottonien de Werla : on hésitait alors entre Werle en Mecklembourg et Werl en Westphalie. Puis les études historiques de l'érudit H. A. Lüntzel conduisirent à circonscrire les recherches autour de Schladen vers le milieu du XIXe siècle. Les paysans du crû avaient signalé qu'ils étaient tombés sur des pierres en labourant le plateau du Kreuzberg. En 1875, l'inspecteur des Monuments historiques E.F.A. Schulze, chargé de la restauration du palais impérial de Goslar, ordonna des reconnaissances superficielles, qui mirent au jour quelques vestiges des fondations. Cela fut pris comme un indice qu'il s'agissait du site de l'ancien palais de Werla, sans toutefois qu'on dispose d'une démonstration scientifique. Un monolithe (toujours visible aujourd'hui) fut érigé près d'un tilleul isolé pour en marquer l'endroit.

### Les fouilles auXXesiècle
Vers 1920, Franz Kaufmann, un instituteur de Schladen, entreprit de nouvelles fouilles à Werla et attira l'attention des archéologues sur l'actuel bourg de Werlaburgdorf. Cela conduisit en 1926 à de nouvelles fouilles superficielles, qui toutefois n'amenèrent aucun nouvel indice. Dans le cadre des travaux d'utilité publique censés résorber le chômage (Reichsarbeitsdienst), les nazis ouvrirent en 1934 une « Werla-Kommission » pour coordonner les fouilles archéologiques, commission qui poursuivit ses travaux jusqu'au début de la guerre avec la France et l'Angleterre en 1939. C'est alors qu'on exhuma les fondations massives de l'enceinte intérieure du château. Les photographies aériennes prises en 1937 par l'Institut aéro-photographique de Hildesheim firent sensation, et marquèrent le début de l'archéologie aérienne en Allemagne : pour la première fois, la stéréoscopie venait au secours des sciences archéologiques. Les clichés révélaient des bandes de teinte sombre dans les champs labourés adjacents, permettant désormais d'estimer la véritable étendue de la forteresse, soit 600 × 600 m.
Des fouilles ouvertes de grande ampleur menées entre 1957 et 1964 montrèrent que le château principal était complètement ceinturé de remparts. Les deux avant-postes ne furent que sommairement fouillés, les recherches se concentrant sur le donjon. Cette fois, les fouilles mirent au jour quantité d'objets, dont des fragments de céramique, des ustensiles de bronze et de fer. Les pièces de monnaie retrouvées, frappées entre autres à Rostock, Göttingen et Brême, datent du XIIIe siècle. Les indices de visite par des hôtes de marque font défaut ; la seule preuve de présence princière se reflète dans l'architecture.

### Reprise des fouilles en 2007
De nouvelles fouilles autour de la chapelle et de la porte ouest ont été effectuées tout au long de l'année 2007 par l'archéologue Markus Blaich. Elles ont révélé un carrelage en bon état, dont le motif à rosaces constitue une rareté pour cette époque. On a en outre procédé à une campagne de prospection géomagnétique sur le site des deux châtelets : les vestiges mis au jour, conjointement avec l'allure des murailles, permettent de retrouver l'emplacement des anciens ateliers et de leur groupement.
Après une interruption due aux conditions météorologiques, les fouilles ont repris en mai 2008 : leur premier objectif consiste à sécuriser les fondations déjà excavées. Les fouilles se limitent au tronçon ouest du château, avec une reconstitution sur 6 m de longueur de la muraille, épaisse de 1,40 m et haute de 1,70 m. Cette tentative servira de guide pour les travaux de reconstruction ultérieurs.

## Sources
- (de) Cet article est partiellement ou en totalité issu de l’article de Wikipédia en allemand intitulé « Werla » (voir la liste des auteurs).
- Robert Slawski, Königspfalz Werla Forschungsreise in das 10. Jahrhundert, Brunswick, Zelter Verlag, 2005 (ISBN 3-931727-05-X)
- Carl-Heinrich Seebach, Die Königspfalz Werla. Die baugeschichtlichen Untersuchungen, Neumünster, Karl Wachholtz Verlag, 1967
- Hans Adolf Schultz, Burgen und Schlösser des Braunschweiger Landes, Brunswick, 1980 (ISBN 3-87884-012-8)
- Ernst Andreas Friedrich, Wenn Steine reden könnten, Hanovre, Landbuch-Verlag, 1989 (ISBN 3-7842-0397-3)